# Konami GX400
 (juin 2009).
Si vous disposez d'ouvrages ou d'articles de référence ou si vous connaissez des sites web de qualité traitant du thème abordé ici, merci de compléter l'article en donnant les références utiles à sa vérifiabilité et en les liant à la section « Notes et références ».
Konami GX400 est un système de jeux vidéo à cartouche pour borne d'arcade destiné aux salles d'arcade, créé par la société japonaise Konami en 1985.

## Spécification technique (Gradius)
- Processeur principal : Motorola 68000 à 10,0 MHz / G400 BIOS
- Processeur sonore : Zilog Z80
- Chip sonore : 2 × AY-3-8910 PSG ou YM2151, VLM5030 et K007232

## Liste des jeux
- Black Panther (1987)
- City Bomber (1987)
- Galactic Warriors (1985)
- Gradius / Nemesis (1985)
- Hyper Crash (1987)
- Konami GT / Konami RF2 Red Fighter (1985)
- Nyan Nyan Panic / Kitten Kaboodle (1988)
- Salamander / Life Force (1986)
- TwinBee (1985)